# Saint-Michel-de-la-Pierre
Pour les articles homonymes, voir Saint-Michel.
Saint-Michel-de-la-Pierre est une ancienne commune française du département de la Manche et de la région Normandie, peuplée de 191 habitants, devenue commune déléguée le 1er janvier 2019 au sein de la commune nouvelle de Saint-Sauveur-Villages.

## Géographie

### Localisation
La commune est en pays coutançais. Son bourg est à 2 km à l'est de Saint-Sauveur-Lendelin, à 6 km au sud de Périers et à 13 km à l'ouest de Marigny.
Couvrant 42  hectares, le territoire de Saint-Michel-de-la-Pierre était le moins étendu du canton de Saint-Sauveur-Lendelin.
| Saint-Sauveur-Lendelin | Saint-Aubin-du-Perron     | Saint-Aubin-du-Perron |
| Saint-Sauveur-Lendelin | Saint-Michel-de-la-Pierre | Le Mesnilbus          |
| Saint-Sauveur-Lendelin | Saint-Sauveur-Lendelin    | Montcuit              |

## Toponymie
C'est vers 1280 que l'on retrouve une des plus anciennes appellations de Saint-Michel-de-la-Pierre : Sancti Michaelis de Petra.
L'origine toponymique de Saint-Michel-de-la-Pierre peut avoir plusieurs explications :
- selon Théophile Bérengier[5], plusieurs églises, en France, en Angleterre, en Allemagne et en Italie, portant le nom de Saint-Michel-de la-Pierre, ont été dédiées à l'archange Michel à la suite d'un pèlerinage à l'abbaye du Mont-Saint-Michel et d'où des pèlerins revenaient avec une pierre en guise de relique ;
- le village tirerait son nom de la nature de son sol d'où l'on extrait des graviers pour les travaux de voirie[6] ;
- « de la Pierre » pourrait également évoquer la présence d'un mégalithe[7].

## Histoire
Sous l'Ancien Régime, le territoire de Saint-Michel-de-la-Pierre comprenait trois fiefs nobles : le fief du roi qui dépendait de la Couronne et était rattaché au domaine de Saint-Sauveur-Lendelin, les deux autres, la Vauterie et la Bigoterie, dépendaient de la baronnie du MesnilBus.
En 1660, le moulin banal était la possession de Jacques Le Coq, écuyer, sieur de la Diguerie.
En 1689, c'est messire Jean Hellouin, chevalier, seigneur et patron, baron et châtelain du Mesnilbus, qui avait le titre de seigneur et patron de Saint-Michel-de-la-Pierre.
Durant la Seconde Guerre mondiale, plusieurs fermes de Saint-Michel-de-la-Pierre ont été réquisitionnées par les troupes allemandes du 5 décembre 1943 au 27 juillet 1944.
La commune nouvelle de Saint-Sauveur-Villages est créée le 1er janvier 2019 après la fusion de Ancteville, Le Mesnilbus, La Ronde-Haye, Saint-Aubin-du-Perron, Saint-Michel-de-la-Pierre, Saint-Sauveur-Lendelin et Vaudrimesnil.

## Politique et administration
| Période                                                                          | Période       | Identité              | Étiquette | Qualité   |
| -------------------------------------------------------------------------------- | ------------- | --------------------- | --------- | --------- |
| …1792                                                                            | 1794…         | Jacques Rouelle       |           |           |
| …1795                                                                            | 1797          | François Allain       |           |           |
| 1797                                                                             | 1798          | Laurent Fauny         |           |           |
| 1798                                                                             | 1813          | François Allain       |           |           |
| 1913                                                                             | 1815          | Jacques Rouëlle       |           |           |
| 1815                                                                             | 1819          | Jacques Lerouxel      |           |           |
| 1819                                                                             | 1831          | Julien Lecouey        |           |           |
| 1931                                                                             | 1840          | Pierre Rouëlle        |           |           |
| 1840                                                                             | 1862          | François Levoy        |           |           |
| 1862                                                                             | 1876          | Pierre-Siméon Fauny   |           |           |
| 1876                                                                             | 1884          | Désiré Vallée         |           |           |
| 1884                                                                             | 1896          | Pierre Laisney        |           |           |
| 1896                                                                             | 1898          | Jean-Baptiste Gilbert |           |           |
| 1898                                                                             | 1902          | Louis Fauny           |           |           |
| 1908                                                                             | 1954          | Louis-Pierre Fauny    |           |           |
| 1955                                                                             | 1965          | Paul Vilquin          |           |           |
| 1965                                                                             | 1971          | Jean Vallée           |           |           |
| 1971                                                                             | 1974          | Maurice Lelandais     |           |           |
| 1974                                                                             | mars 2001     | Bernard Vastel        |           |           |
| mars 2001                                                                        | décembre 2018 | Daniel Parey          | SE        | Formateur |
| Une partie des données issue d'une liste établie par Jean Pouëssel et Marc Almy. |               |                       |           |           |

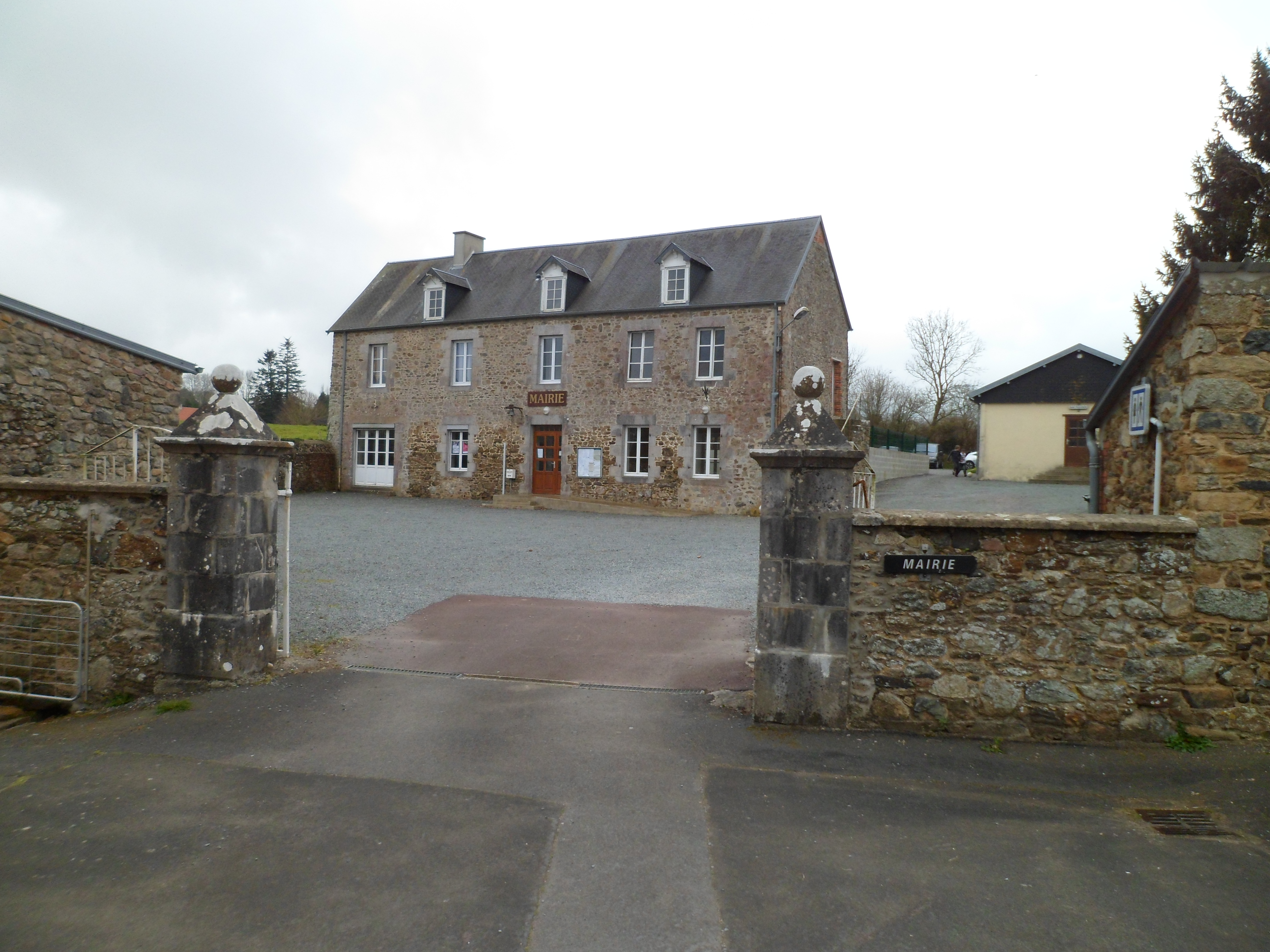
La mairie.

Le conseil municipal était composé de onze membres dont le maire et un adjoint.
Le 1er janvier 2019, par arrêté préfectoral du 20 décembre 2018, Saint-Michel-de-la-Pierre devient une commune déléguée au sein de la commune nouvelle de Saint-Sauveur-Villages. À l'issue des élections municipales de 2020, Saint-Sauveur-Villages sera représentée par 29 conseillers municipaux, répartis au prorata du nombre d’habitants, soit : douze pour Saint-Sauveur-Lendelin, quatre pour Vaudrimesnil, trois pour Le Mesnilbus, La Rondehaye et Ancteville, et deux pour Saint-Michel-de-la-Pierre et Saint-Aubin-du-Perron.
| Période                                  | Période      | Identité     | Étiquette | Qualité     |
| ---------------------------------------- | ------------ | ------------ | --------- | ----------- |
| janvier 2019                             | juillet 2020 | Daniel Parey | SE        | Formateur   |
| juillet 2020                             | En cours     | Paul Lefranc | SE        | Agriculteur |
| Les données manquantes sont à compléter. |              |              |           |             |

## Démographie
L'évolution du nombre d'habitants est connue à travers les recensements de la population effectués dans la commune depuis 1793. À partir du 1er janvier 2009, les populations légales des communes sont publiées annuellement dans le cadre d'un recensement qui repose désormais sur une collecte d'information annuelle, concernant successivement tous les territoires communaux au cours d'une période de cinq ans. 
Pour les communes de moins de 10 000 habitants, une enquête de recensement portant sur toute la population est réalisée tous les cinq ans, les populations légales des années intermédiaires étant quant à elles estimées par interpolation ou extrapolation. Pour la commune, le premier recensement exhaustif entrant dans le cadre du nouveau dispositif a été réalisé en 2005,.
En 2021, la commune comptait 191 habitants, en évolution de −9,48 % par rapport à 2015 (Manche : +0,44 %, France hors Mayotte : +2,49 %).
Saint-Michel-de-la-Pierre a compté jusqu'à 594 habitants en 1806.
| 1793 | 1800 | 1806 | 1821 | 1831 | 1836 | 1841 | 1846 | 1851 |
| ---- | ---- | ---- | ---- | ---- | ---- | ---- | ---- | ---- |
| 521  | 541  | 594  | 513  | 529  | 551  | 542  | 536  | 517  |

| 1856 | 1861 | 1866 | 1872 | 1876 | 1881 | 1886 | 1891 | 1896 |
| ---- | ---- | ---- | ---- | ---- | ---- | ---- | ---- | ---- |
| 502  | 462  | 468  | 354  | 354  | 382  | 358  | 310  | 263  |

| 1901 | 1906 | 1911 | 1921 | 1926 | 1931 | 1936 | 1946 | 1954 |
| ---- | ---- | ---- | ---- | ---- | ---- | ---- | ---- | ---- |
| 268  | 241  | 233  | 197  | 220  | 220  | 238  | 204  | 210  |

| 1962 | 1968 | 1975 | 1982 | 1990 | 1999 | 2005 | 2010 | 2015 |
| ---- | ---- | ---- | ---- | ---- | ---- | ---- | ---- | ---- |
| 202  | 190  | 187  | 150  | 177  | 183  | 168  | 205  | 211  |

| 2018 | - | - | - | - | - | - | - | - |
| ---- | - | - | - | - | - | - | - | - |
| 218  | - | - | - | - | - | - | - | - |

## Lieux et monuments

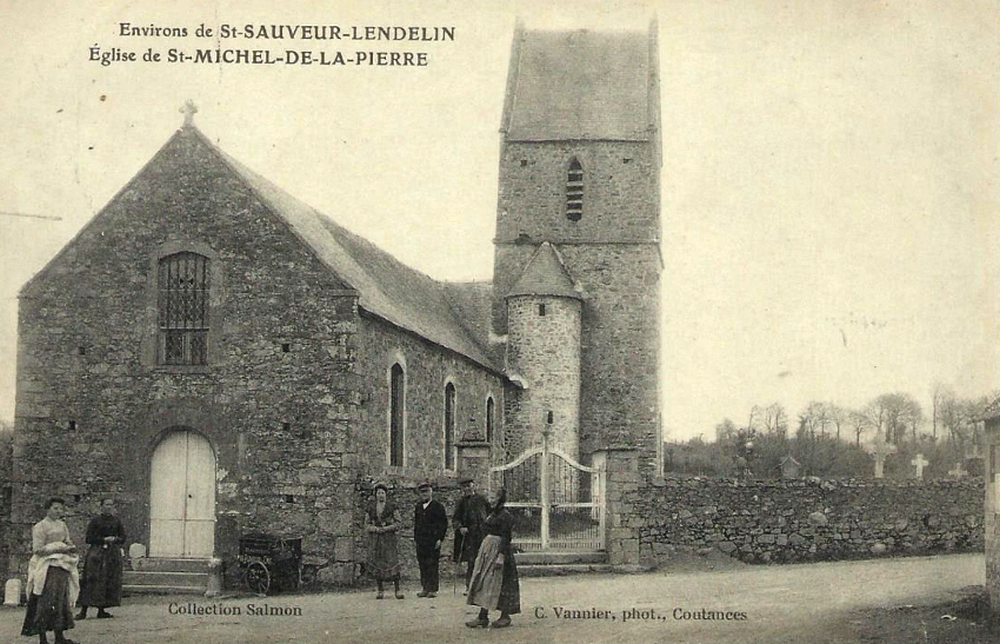
L'église Saint-Michel, photographiée par Camille Vannier vers 1910.

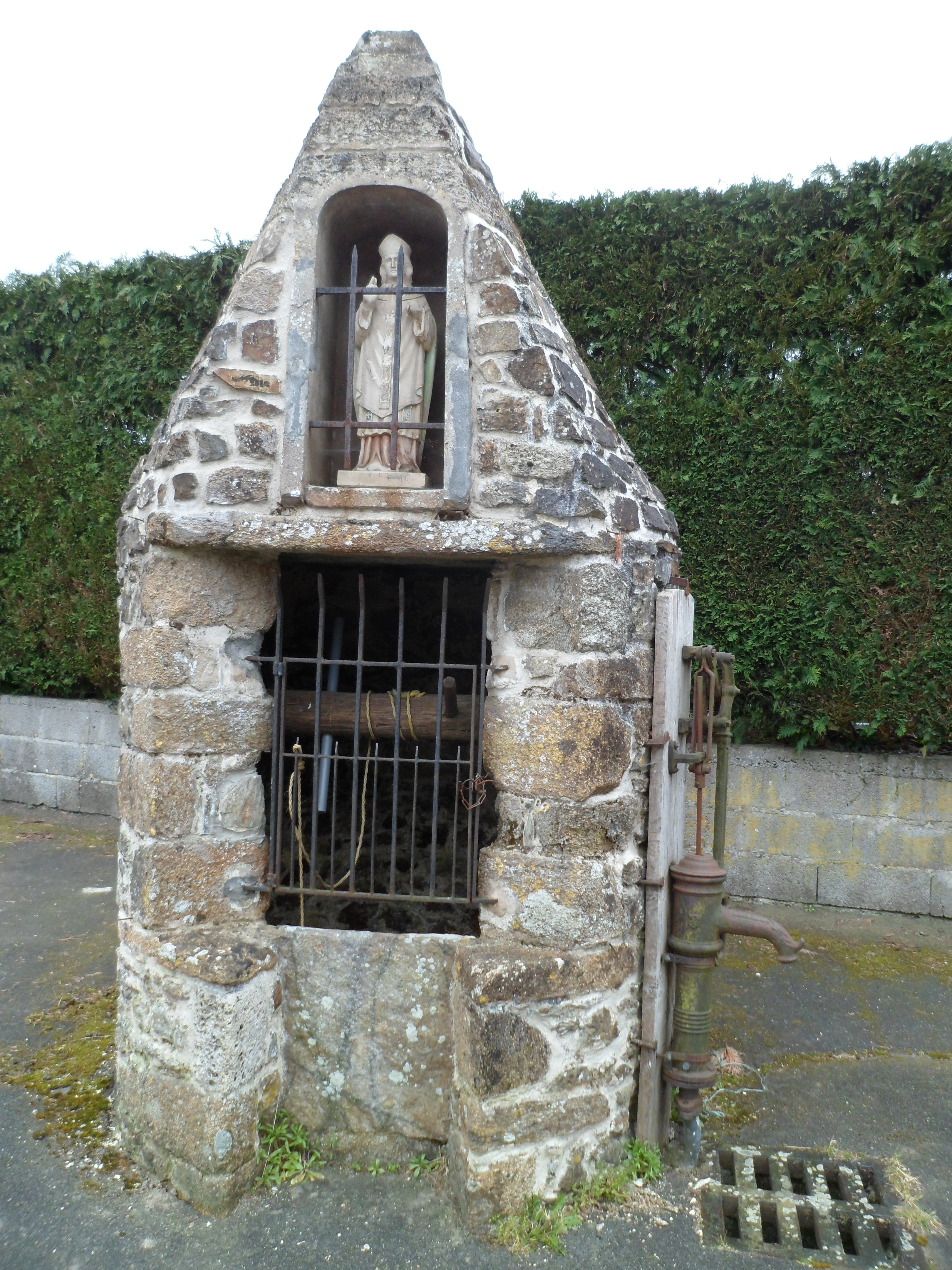
Le puits Saint-Marcouf.

- Église Saint-Michel, édifiée au cours de la première moitié du XVIIIe siècle, avec une tour latérale avec escalier, et dont le coq est percé de trous de balles allemandes de la Seconde Guerre mondiale. Elle abrite un maître-autel du XIXe sculpté dans un style Louis XV par l'ébéniste Cardin de Saint-Sauveur-Lendelin, un ostensoir du XIXe offert par Napoléon III, une statue de saint Marcouf du XVe, une verrière des XIXe-XXe de Mauméjean[13].
- Croix de cimetière ancienne.
- Vieux puits en pierre, dont l'un place de l'église avec statue de saint Marcouf, et dont l'eau est réputée guérir de la furonculose.
- Ancien presbytère près de l'église.
- Ancienne grange à dîme transformée en halte de randonnée.
- Au lieu-dit la Morinière, du 12 au 26 juillet 1944, cinquante-six corps de soldats de l'armée allemande ont été enterrés[19]. En 1957, le service d'entretien des sépultures militaires allemandes, le Volksbund Deutsche Kriegsgräberfürsorge, transféra les dépouilles au cimetière militaire allemand de Marigny.

## Activité et manifestations
Le comité des fêtes organise une randonnée et un rallye pédestre le 1er mai, un vide-greniers le dimanche de Pentecôte, les illuminations de Noël et différents repas festifs.

## Personnalités liées à la commune
- Pierre Fauny (Saint-Michel-de-la-Pierre, 1847 - Saint-Michel-de-la-Pierre, 1907), médecin, maire de Saint-Michel-de-la-Pierre, conseiller général du canton de Saint-Sauveur-Lendelin de 1901 à 1907.
- Louis Fauny (Triel, 1876 - Saint-Michel-de-la-Pierre, 1955), pharmacien, chevalier de la Légion d'honneur[21], maire de Saint-Michel-de-la-Pierre (1908-1954).